# Šuo-čou
Šuo-čou (čínsky pchin-jinem Shuòzhōu, znaky 朔州) je městská prefektura v Čínské lidové republice, kde patří k provincii Šan-si. Celá prefektura má rozlohu 10 629 čtverečních kilometrů a v roce 2020 v ní žilo jeden a půl milionu obyvatel.
Z nerostného bohatství jsou zde významná ložiska uhlí, železa, bauxitu, slídy, manganu a grafitu.

## Poloha
Šuo-čou leží na horním toku řeky Fen-che v severní části provincie Šan-si. Prefektura hraničí na severozápadě s Vnitřním Mongolskem, na jihu se Sin-čou a na severovýchodě s Ta-tchungem.

## Administrativní členění
Městská prefektura Šuo-čou se člení na šest celků okresní úrovně, a sice dva městské obvody, jeden městský okres a tři okresy.
| Šuo-čcheng Pching-lu městský okres · Chuaj-žen okres · Šan-jin okres · Jing okres · Jou-jü |        |                       |                    |                                  |
| Název                                                                                      | Název  | Počet obyvatel (2020) | Rozloha km² (2020) | Hustota zalidnění (obyv. na km²) |
| český přepis                                                                               | znaky  | Počet obyvatel (2020) | Rozloha km² (2020) | Hustota zalidnění (obyv. na km²) |
| Městské obvody                                                                             |        |                       |                    |                                  |
| Šuo-čcheng                                                                                 | 朔城区 | 565 075               | 1 768              | 320                              |
| Pching-lu                                                                                  | 平鲁区 | 148 212               | 2 317              | 64                               |
| Městský okres                                                                              |        |                       |                    |                                  |
| Chuaj-žen                                                                                  | 怀仁市 | 348 470               | 1 238              | 282                              |
| Okresy                                                                                     |        |                       |                    |                                  |
| Šan-jin                                                                                    | 山阴县 | 199 505               | 1 631              | 122                              |
| Jing                                                                                       | 应县   | 243 970               | 1 688              | 145                              |
| Jou-jü                                                                                     | 右玉县 | 88 212                | 1 987              | 44                               |
|                                                                                            |        |                       |                    |                                  |
| Celkem                                                                                     | Celkem | 1 593 444             | 10 629             | 150                              |